# STS-64
STS-64 (englisch Space Transportation System) ist eine Missionsbezeichnung für das US-amerikanische Space Shuttle Discovery (OV-103) der NASA. Der Start erfolgte am 9. September 1994. Es war die 64. Space-Shuttle-Mission und der 19. Flug der Raumfähre Discovery.

## Mannschaft
- Richard Richards (4. Raumflug), Kommandant
- Blaine Hammond (2. Raumflug), Pilot
- Jerry Linenger (1. Raumflug), Missionsspezialist
- Susan Helms (2. Raumflug), Missionsspezialistin
- Carl Meade (3. Raumflug), Missionsspezialist
- Mark Lee (3. Raumflug), Missionsspezialist

## Missionsüberblick
Fünf wissenschaftlich-technische Untersuchungen standen im Mittelpunkt der Mission. So wurden Experimente zur Atmosphärenforschung, Astronomie, Materialforschung und Raumfahrttechnologie vorgenommen. Ergänzt wurde das Arbeitsprogramm durch Routineuntersuchungen und automatisch ablaufende Forschungen.
Light Detection and Ranging (Lidar) bestand aus einem Impulslaser und einem Teleskop. Der Laser sandte Lichtimpulse in die Erdatmosphäre und wurde von den dort vorhandenen Partikeln (Aerosole, Staub) teilweise reflektiert. Dieses reflektierte Licht wird vom Teleskop gemessen. Aus den Daten lassen sich Aussagen über Ort, Verteilung und Natur der Partikel gewinnen. So nahm man Messungen in Rauchwolken über Nordamerika, Regenwolken über Mittelamerika, Industrieabgasen in verschiedenen Regionen und Partikelwolken über einem aktiven Vulkan in Neuguinea vor. Insgesamt wurden etwa 2 Millionen Messungen durchgeführt. Nach Auswertung der Daten will man Aussagen über den Einfluss des Menschen auf Veränderungen in der Atmosphäre treffen können.
Shuttle Pointed Autonomous Research Tool for Astronomy (SPARTAN 201) ist ein Satellit, der am 5. Flugtag für 48 Stunden ausgesetzt wurde. Er trug 2 Messinstrumente zur Untersuchung des Sonnenwindes. Der White Light Coronagraph ermittelte die Verteilung der Elektronen in der Korona der Sonne. Mit dem Ultraviolett Coronal Spektrometer wurden Messungen zur Temperaturverteilung sowie zur Verteilung der Protonen und Wasserstoffatome in den einzelnen Schichten der Korona durchgeführt. Aufgrund von Ortungsproblemen gelang das Wiedereinfangen des Satelliten erst 8 Stunden später als geplant.
Beim Shuttle Plume Impingement Flight Experiment (SPIFEX) wurde ein 10 Meter langer Detektorträger mit dem Manipulatorarm in die Abgaswolken der Manövriertriebwerke gebracht. Erkenntnisse über Temperatur, Druck und Geschwindigkeit der Triebwerksgase sollen bei der Positionierung der Antriebsaggregate der Internationalen Raumstation Berücksichtigung finden.
Das Robot Operated Materials Processing System (ROMPS) war das erste Robotersystem der USA im Weltraum. Der Roboter bestückte einen halogenlampenbeheizten Schmelzofen nacheinander mit 100 verschiedenen Halbleiterproben. Im Ofen selbst wurden die dünnen Halbleiterschichten zuerst aufgeschmolzen und danach kristallisiert.

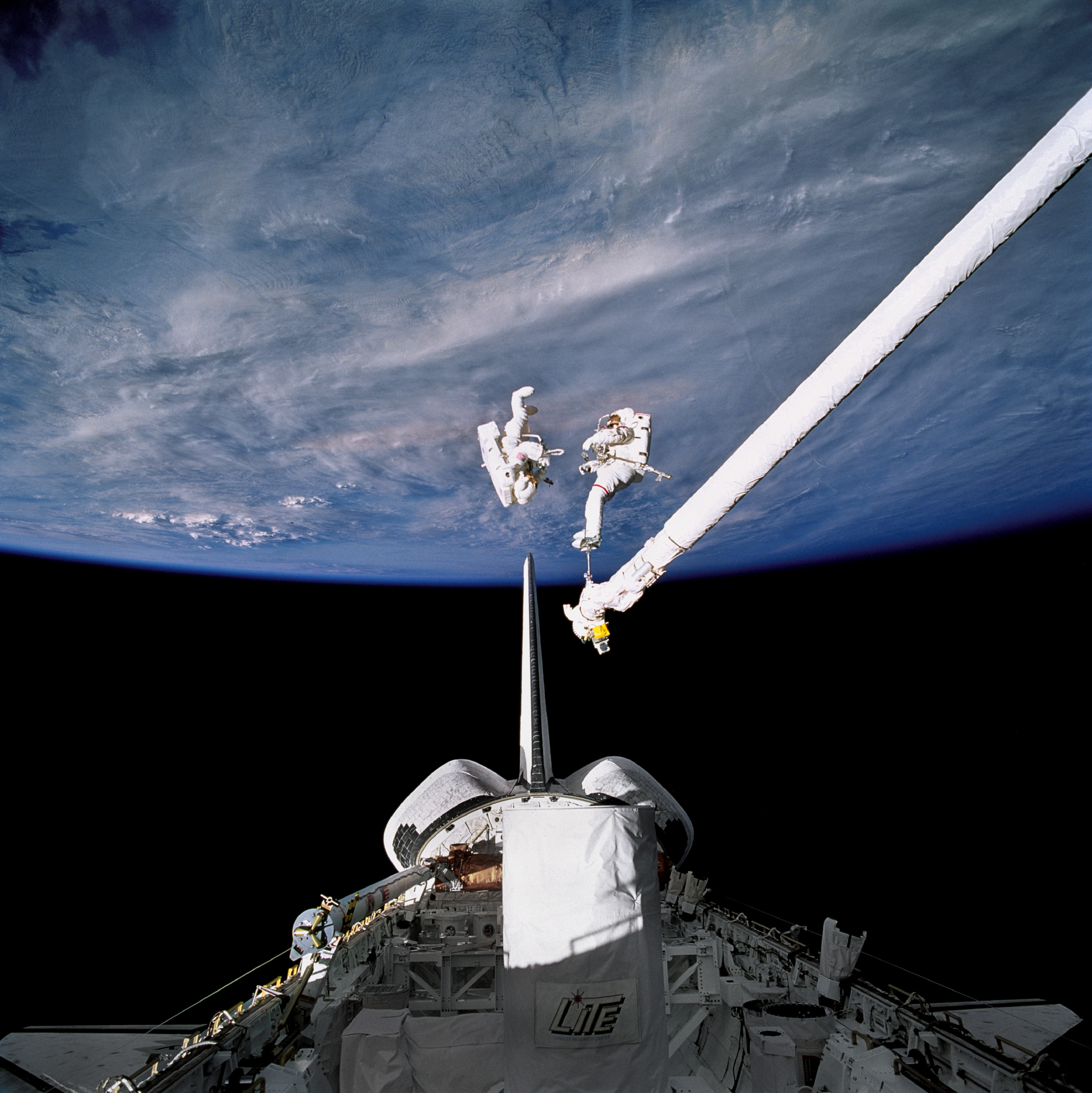
Lee und Meade bei einem Weltraumausstieg

Ein weiterer wichtiger Missionsbestandteil war der EVA der Astronauten Mark Charles Lee und Carl Joseph Meade am 16. September für 6 Stunden und 51 Minuten. Dabei testeten sie verschiedene technische Neuerungen, die das Arbeiten im freien Weltraum erleichtern sollen. Dazu gehört ein kleiner Monitor, der am Unterarm der Astronauten befestigt ist und als elektronische Checkliste fungiert. Spektakulärer war allerdings der Ersteinsatz eines kleinen Manövriergerätes für die Raumfahrer, mit dem sie sich innerhalb der Ladebucht schneller fortbewegen können. Außerdem können sie in Notfällen ihre Lage stabilisieren oder zum Raumschiff zurückkehren. Meade und Lee führten dazu ein umfangreiches Testprogramm durch. Zunächst machten sie sich durch kleinere Flugstrecken und Drehungen mit dem System vertraut. Dann simulierten sie einen Notfall, bei dem sie sich vom Manipulatorarm lösten und in eine unkontrollierte Rotation gerieten. Mit Hilfe des SAFER genannten Gerätes konnten sie die Rotation stoppen und zum Manipulatorarm zurückkehren. Der betreffende Astronaut war dabei nicht durch eine Leine gesichert.
Komplettiert wurde das Arbeitsprogramm durch eine Reihe von Routineexperimenten. Dazu zählten die Untersuchung von Verbrennungsprozessen an festen Oberflächen (Solid Surface Combustion Experiment), ein Canister mit automatisch ablaufenden biologischen Forschungen (Biological Research In Canister), die Aufzeichnung der Strahlungswerte im Raumschiff (Radiation Monitoring Experiment), die Kalibrierung optischer Sensoren auf Maui (AMOS) und Amateurfunkkontakte zu Schulen in den USA (Shuttle Amateur Radio EXperiment). Bereits am fünften Flugtag verlängerte die NASA den Flug um einen Tag, damit der Satellit SPARTAN vor seinem Aussetzen hinreichend getestet werden konnte. Eine weitere Flugverlängerung wurde dann durch schlechtes Wetter am vorgesehenen Zielort verursacht. Die Discovery landete nach erfolgreichem Flug am 20. September in Kalifornien.